# Ermesenda Gatónez
Ermesenda Gatónez (portugál forrásokban: Ermesenda Gutierrez 842? – 942?) galiciai nemesasszony, a királyi család oldalági rokona. Apja, Gatón del Bierzo (811?–878) Astorga és El Bierzo grófja a legtöbb forrás szerint I. Ordoño asztúriai király öccse, tehát Nagy Alfonz asztúriai király nagybátyja volt; ebben az esetben Ermesenda a király unokatestvére.
Anyja, Egilona apjaként egyes családfakutatók egy bizonyos Leóni Ramirót jelölnek meg; anyai nagyanyjáról még ennyit sem tudunk.

## Családja
Valószínűleg 865-ben házasodott össze Hermenegildo Guterressel, Coimbra 3. grófjával.
Gyermekeik közül egyesek neve portugál (Mendes), másoké spanyol (Menendez) változatban ismertebb:
- Elvira Menendez Elvira Mendes
- Aldonça Mendes (Menendez)
- Aires Mendes, Coimbra 4. grófja
- Guterre Mendes (Menendez)
- Inderquina „Pala” Mendes (Menendez)
- Godilona Mendes (Gudilona Menendez)
- Aldonza Menendez (Mendes)

Elvira Menendezt (Portugália, 875 – León, 920) 890-ben, Leónban II. Ordoño leóni királyhoz, III. (Nagy) Alfonz asztúriai király legtehetségesebb fiához adta feleségül.
Egy másik lánya, Godilona Mendes (Gudilona Menendez de Coimbra) Lucídio Vímaraneshez, Portugália 2. grófjához (873–?) ment feleségül.